# Anisophyllea reticulata
Anisophyllea reticulata är en tvåhjärtbladig växtart som beskrevs av Kochummen. Anisophyllea reticulata ingår i släktet Anisophyllea och familjen Anisophylleaceae. Inga underarter finns listade i Catalogue of Life.